# Valvole anali
Nell'anatomia umana le valvole anali sono delle piccole valvole che si trovano alla fine delle colonne anali, quelle denominate del Morgagni.